# Bernhard Schulkowski
Bernhard Schulkowski (* 9. Oktober 1951 in Hanstedt) ist ein ehemaliger deutscher Bogenschütze.
Schulkowski, der für die BG Uelzen-Gerdau und den Schützenverein Querum startete, nahm an den Olympischen Spielen 1988 in Seoul teil. Er belegte Platz 59 im Einzel und wurde mit der Mannschaft Achtzehnter. Im gleichen Jahr belegte er den zweiten Platz bei den Deutschen Hallenmeisterschaften mit dem Olympischen Bogen.
- 14 × Deutscher Meister
- 4 × Polizeiweltmeister

Schulkowski arbeitete als Polizeioberkommissar in Niedersachsen. Mittlerweile ist er pensioniert.